# Konstantin Johann von Budritzki
Konstantin Johann von Budritzki auch Constantin Johann von Budritzky, Buderitzky (* 1731; † nach 1806) war ein preußischer Oberstleutnant und Kommandeur des 1. Stehenden Grenadier-Bataillons.

## Leben

### Herkunft und Familie
Budritzki ist nach König (Lit.) in Preußen geboren. Er stammte jedoch aus einem ursprünglich polnischen Adelsgeschlecht, das sich im 17. Jahrhundert in Hinterpommern und später auch in der Neumark sesshaft machte. Budritzki blieb unvermählt und ohne Nachkommen. Ein später bekannt gewordener Angehöriger der Familie war General Rudolph Otto von Budritzki.

### Militärkarriere
Budritzki wechselte noch vor Ausbruch des Siebenjährigen Krieges von der Kadettenanstalt als Junker in das Infanterieregiment Nr. 25 der Preußischen Armee. Wenig später avancierte er zum Fähnrich, zog sich aber als solcher vor Kunersdorf derart schwere Verletzungen zu, das er für zwei Jahre zur Genesung nach Berlin musste. Noch im Jahre 1763 bekleidete er beim Einmarsch seines Regiments in Berlin den Rang eines Sekondeleutnants. Durch kriegsbedingte Abgänge wurde er dann aber doch bereits 1767 Kompaniechef und wurde am 2. Februar 1779 zum Major befördert. König Friedrich II. machte Budritzki dann zum Nachfolger von Generalmajor Johann Andreas Anton von Scholten und übergab ihm dessen Grenadier-Bataillon. Bereits im Folgejahr musste er das Bataillon jedoch an Friedrich Adrian von Borcke abgeben.
Budritzki war Erbherr auf Grabow bei Sternberg. Im Jahr 1783 ersuchter er um vier Kolonistenstellen, wurde jedoch lediglich für späterhin vorgemerkt.
Im Februar 1806, also nach seinem Abschied, den er 1787 mit dem Charakter eines Oberstleutnants mit Gnadenpension erhalten hatte, kam Budritzki im Zuge von Einquartierungen mit Goethe in Kontakt. Sein Testament bzw. seine Nachlassregelung befindet sich im Brandenburgischen Landeshauptarchiv.